# Piraino

Ubicació de Piraino dins de la província

Piraino (sicilià Piràinu) és un municipi italià, dins de la ciutat metropolitana de Messina. L'any 2009 tenia 3.990 habitants. Limita amb els municipis de Brolo, Gioiosa Marea i Sant'Angelo di Brolo.

## Administració
| Període | Identitat                 | Partit        |
| ------- | ------------------------- | ------------- |
| 2007-   | Giovanni Calogero Campisi | Llista cívica |